# Digitalis sceptrum
Espèce
Digitalis sceptrum (anciennement Isoplexis sceptrum) est une plante de la famille des Plantaginaceae (anciennement des Scrophulariaceae),  endémique à l'île de Madère.

## Synonymes
- Isoplexis sceptrum (L. f.) Steud.
- Digitalis comosa R.Br. ex Britten
- Digitalis macrostachya St.-Lag.
- Digitalis regalis Salisb.

## Description
- Arbuste pouvant atteindre 1,5 m de haut, avec des branches ligneuses
- Les feuilles, longues de 50 cm montées en couronne au bout des branches.

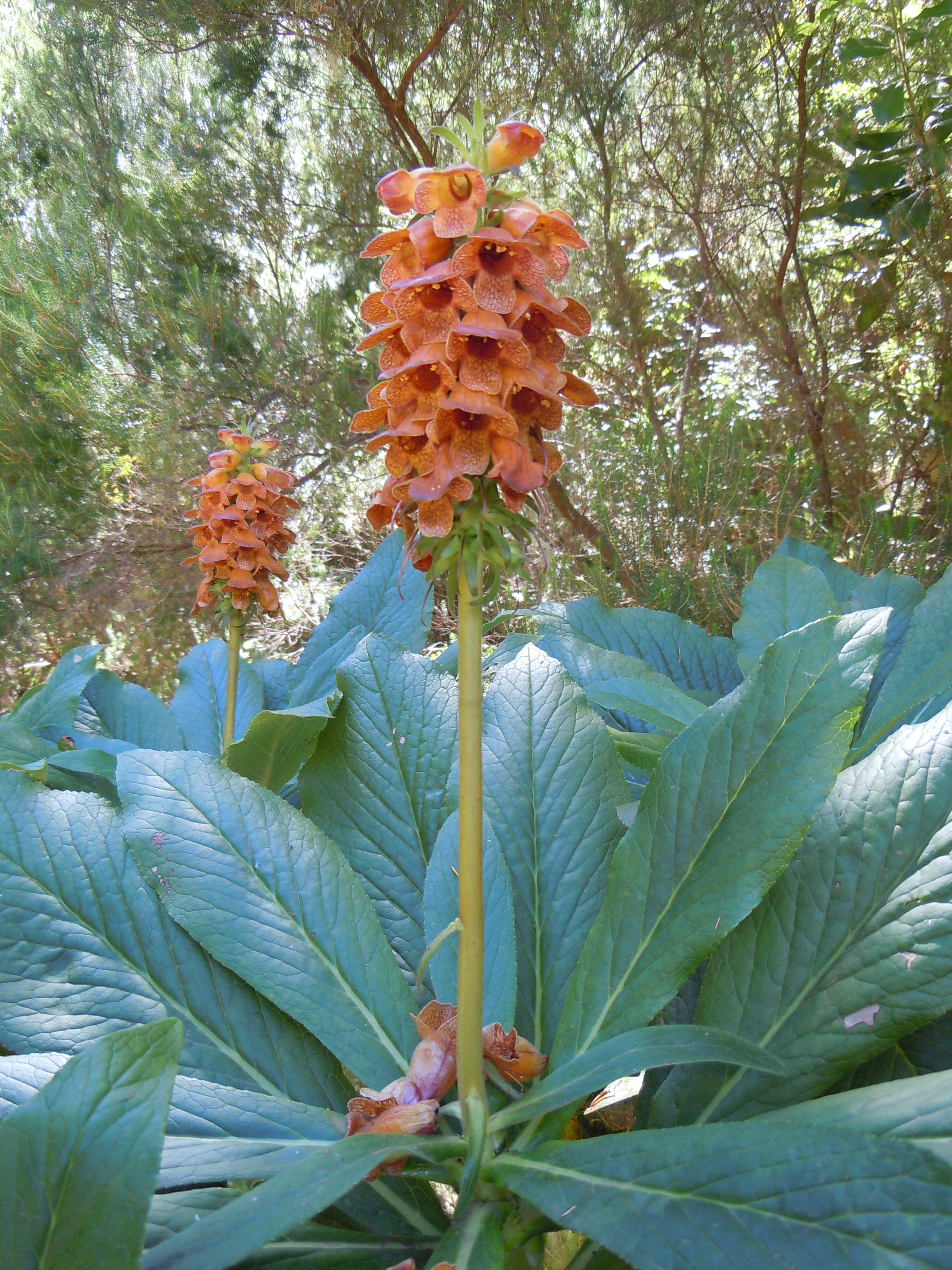
Digitalis sceptrum.

## Répartition
Digitalis sceptrum se rencontre dans la laurisylve de Madère